# میرووو
میرووو (به صربی: Mirovo) یک منطقهٔ مسکونی در صربستان است که در Boljevac واقع شده‌است. میرووو ۱۸۳ نفر جمعیت دارد.